# وونستورف
شهر وونستورف (به آلمانی: Wunstorf) در ایالت نیدرزاکسن در کشور آلمان واقع شده‌است.